# Allée Stefa-Skurnik
L'allée Stefa-Skurnik est une rue des 11e et 20e arrondissements de Paris, en France.

## Situation et accès
Elle débute rue de la Roquette et se termine boulevard de Charonne, au niveau de la rue de Mont-Louis. Elle se situe sur le terre-plein central du boulevard de Ménilmontant.
Elle prolonge l'allée Suzanne-Noël, côté du boulevard de Ménilmontant, et l'allée Pierre-Bérégovoy, côté boulevard de Charonne.
Ce site est desservi par la ligne 2 à la station Philippe Auguste.

## Origine du nom

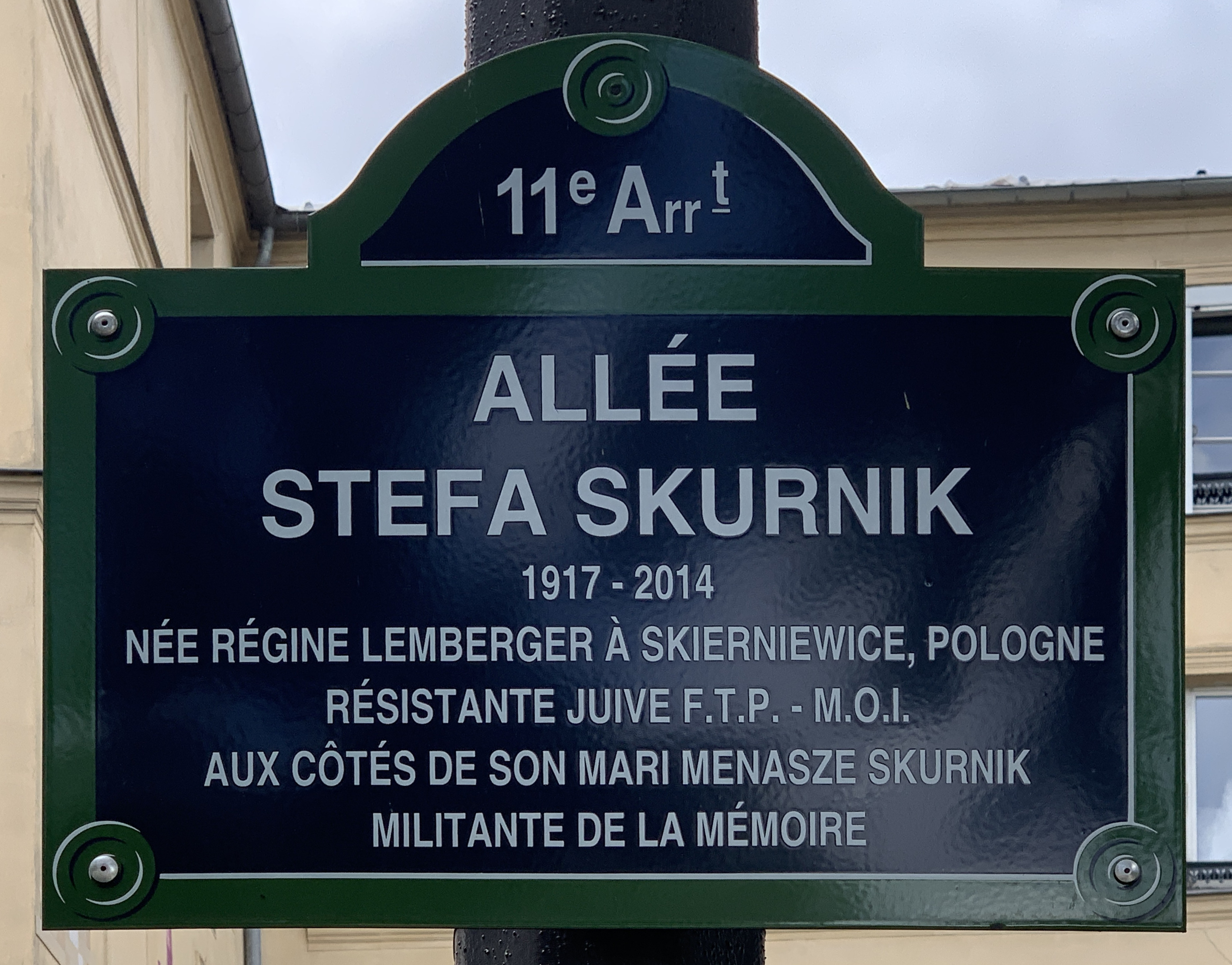
Plaque de l'allée.

Elle porte le nom de la résistante Stefa Skurnik (Régine Lemberger), épouse de Menesze Skurnik, née en 1917 à Skierniewice en Pologne et morte le 18 juillet 2014 à Paris.
Dans la Résistance, son nom est Stefa.
Elle est présidente de l'Union des Sociétés juives de France, présidente de l'Amicale Varsovie et membre du Conseil représentatif des institutions juives de France. Elle est une figure majeure du 11e arrondissement de Paris.

## Historique
Cette allée prend sa dénomination actuelle en 2018, à la suite d'une initiative du Conseil du 11e arrondissement en 2014. 

## Bâtiments remarquables et lieux de mémoire
L'entrée principale du cimetière du Père-Lachaise est située face à l'allée.